# Anna Leopoldovna van Mecklenburg-Schwerin

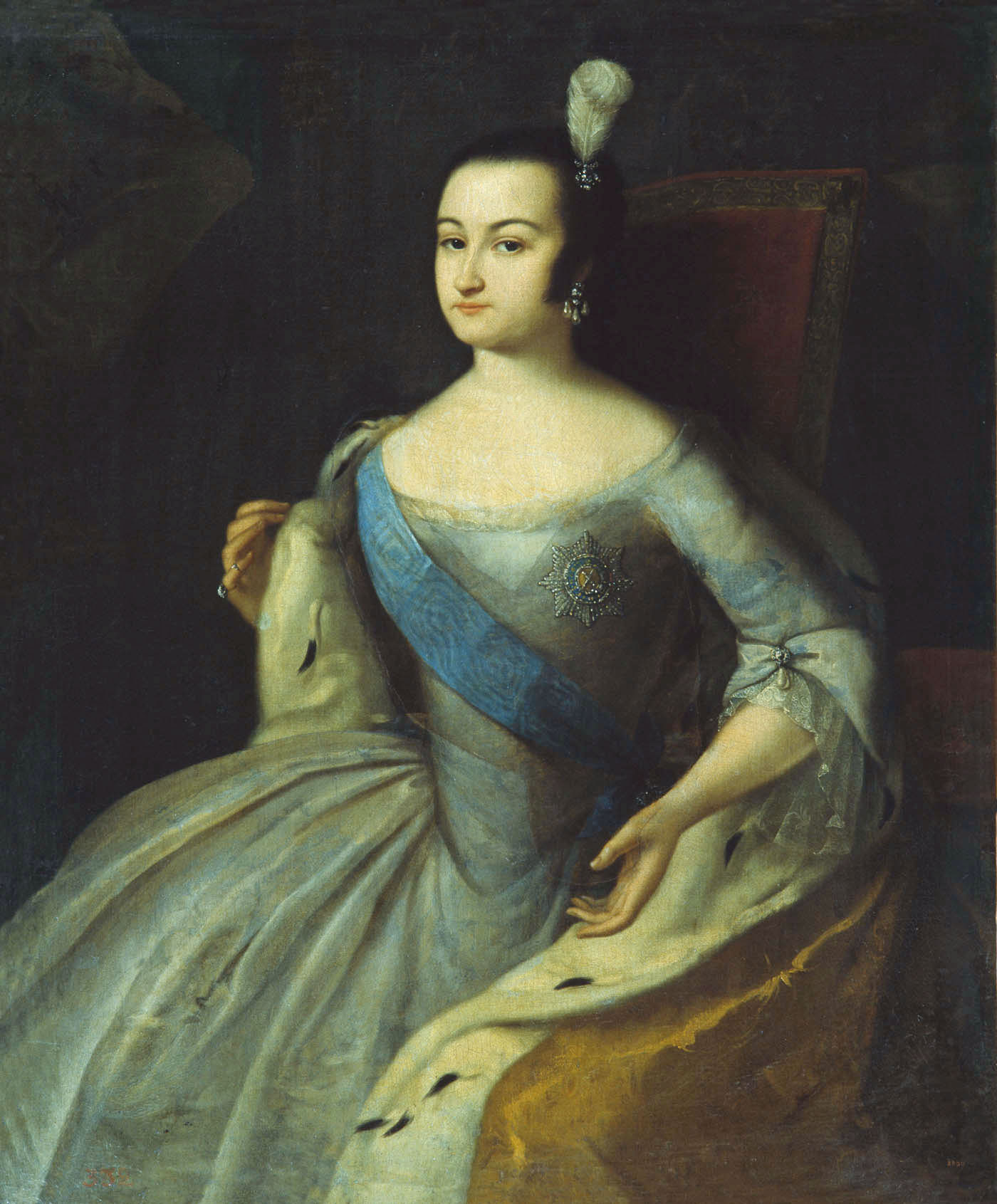
Portret van Anna Leopoldovna, rond 1740 geschilderd door Louis Caravaque.

Anna Leopoldovna, geboren als Elisabeth Catharina Christina van Mecklenburg-Schwerin, (Rostock, 18 december 1718 — Cholmogory, 18 maart 1746) was van 1740 tot 1741 regentes van het tsaardom Rusland. Ze behoorde tot het Huis Mecklenburg.

## Levensloop
Elisabeth was een dochter van hertog Karel Leopold van Mecklenburg-Schwerin en diens derde echtgenote grootvorstin Catharina Ivanovna Romanov, nicht van Peter de Grote en zus van tsarina Anna van Rusland. Nadat haar ouders in 1722 uit elkaar gingen, nam haar moeder haar mee naar Rusland, waar ze ook opgroeide. Toen ze zich in 1732 bekeerde tot de Russisch-Orthodoxe Kerk, nam ze de naam Anna Leopoldovna aan.
In 1739 huwde ze in Sint-Petersburg met prins Anton Ulrich van Brunswijk-Wolfenbüttel (1714-1774). Een jaar later baarde Anna Leopoldovna een zoon Ivan (1740-1764), die door de tsarina, op aandringen van haar favoriet Ernst Johann Biron, erkend werd als troonopvolger van de Russische tsarentroon. Toen tsarina Anna niet veel later overleed, zorgde Biron ervoor dat hij tot regent werd aangesteld.
Anna Leopoldovna liet dit niet zomaar gebeuren. Haar echtgenoot Anton Ulrich begon samen te zweren met veldmaarschalk Burkhard Christoph von Münnich. Eerst zorgden ze ervoor dat Biron veroordeeld werd voor hoogverraad en majesteitsschennis, zodat die uit al zijn ambten werd ontheven en naar Siberië werd verbannen. Daarna grepen ze de macht en werd Anna Leopoldovna, die vanaf dan de rang van grootvorstin droeg, op 19 november 1740 aangesteld tot regentes voor haar minderjarige zoon. Veldmaarschalk Münnich kreeg de functie van eerste minister, maar Anna Leopoldovna raakte al snel in conflict met hem en op 13 maart 1741 legde Münnich zijn ambt neer.
Anna Leopoldovna bleek niet opgewassen te zijn voor haar taken als regentes; ze hield zich weinig met de staatszaken bezig en onderhield een liefdesrelatie met graaf Moritz Karel zu Lynar, die in Rusland verbleef als gezant van het keurvorstendom Saksen. Om deze verhouding voor de buitenwereld te verbergen liet ze Lynar trouwen met Julie von Mengden, een verwante van veldmaarschalk Münnich.
Ondertussen bereidde haar nicht Elisabeth Petrovna, een dochter van Peter de Grote, een staatsgreep voor om zelf de macht te grijpen. De putsch, die financieel ondersteund werd door Frankrijk, werd in de nacht van 5 op 6 december 1741 gepleegd door het Preobraschenski-lijfwachtenregiment en Elisabeth werd tsarina van Rusland. Anna Leopoldovna zelf werd samen met haar echtgenoot en kinderen naar de citadel van Riga gebracht. Daarna zaten ze gevangen in Dünamünde en ten slotte in Cholmogory in het gouvernement Archangelgorod. Hun oudste zoon Ivan VI werd van zijn ouders gescheiden en apart gevangengehouden.
Anna Leopoldovna, die haar oudste zoon nooit meer zou terugzien, stierf in maart 1746 te Cholmogory, na de bevalling van haar vijfde kind. Haar stoffelijk overschot werd bijgezet in de Verkondigingskerk in het Alexander Nevski-klooster te Sint-Petersburg. Haar zoon Ivan VI werd in 1756 naar de Sjlisselburg gebracht en daar in 1764 vermoord. Haar echtgenoot Anton Ulrich zou nog tot aan zijn dood in 1774 in gevangenschap blijven, hun vier overige kinderen werden in 1780 vrijgelaten door tsarina Catharina II en naar Denemarken gestuurd.

## Nakomelingen
Anna Leopoldovna en Anton Ulrich kregen vijf kinderen:
- Ivan VI (1740-1764), tsaar van Rusland
- Catharina (1741-1807)
- Elisabeth (1743-1782)
- Peter (1745-1798)
- Aleksej (1746-1787)